# Чет Бейкер
Чет Бейкер (англ. "Chet" Baker, повне ім'я: Чесні Генрі Чет Бейкер Молодший (англ. Chesney Henry "Chet" Baker, Jr.); 23 грудня 1929 — 13 травня 1988) — американський джазовий музикант (труба, флюґельгорн, фортепіано) і співак.
У когорті трубачів, що з'явилися на початковому етапі розвитку модерн-джазу, Чет Бейкер займає одне з чільних місць. Є першим білим трубачем сучасного кул-стилю у сфері комбо-джазу. У вокалі Бейкер вирізнявся м'якою ліричною манерою виконання, володів незвично високим, майже юнацьким голосом.
Увагу публіки та схвальні відгуки критиків Бейкер здобув у 1950-х, особливо завдяки своїм альбомам (наприклад, «Чет Бейкер співає»), де звучав його вокал. Історик джазу Девід Джилі описував, що рання кар'єра Бейкера приблизно нагадувала втілення в одній особі Джеймса Діна, Сінатру та Бікса. Бейкерова наркозалежність, відома громадськості, так само додавала відомості та скандальності його особі; новини про його попадання та звільнення з ув'язнення супроводжували його особу майже впродовж усього життя.

## Творча біографія
В 11-річному віці приїхав з родиною до Каліфорнії. У школі навчався грі на трубі, потім почав виступати в духових та танцювальних оркестрах. Службу в армії проходив у Західному Берліні, як трубач військового оркестру (1946–1948), після демобілізації продовжив музичну освіту в коледжі Ель-Каміно (Лос-Анджелес), де вивчав теорію музики і гармонію. У 1949 році отримав запрошення у військовий оркестр PRESIDIO ARMY BAND, з яким грав у Сан-Франциско до 1952 року. У цей період познайомився з музикантами-боперами, брав участь у джем-сейшенах.
На початку 1952 року співпрацював з Чарлі Паркером і Відо Муссо, в кінці того ж року в Голлівуді примкнув до Джері Маллігена і незабаром став знаменитістю, як соліст його квартету. Надалі виступав переважно з власним комбо (починаючи з 1953), членом якого був також піаніст Расс Фрімен. Здійснив кілька європейських турне в 1955–1956. Відновивши співпрацю з Маллігеном, успішно концертував у складі його секстету в Парижі (і як піаніст). Акомпанував співачці Кетрін Валенте під час її гастролей у Баден-Баден.
У 1959—1960 роках знаходився в Італії, тут через пристрасть до наркотиків переніс психічне захворювання, пройшов курс лікування.

«Кожного разу я граю, як ніби це останній раз. Вже багато років. Мені трохи залишилося, і дуже важливо, щоб ті, з ким я граю — хто б це не був, — бачили, що я віддаю все, що у мене є. І я від них чекаю того ж. Мені подобається грати, я люблю грати. Напевно, я для цього і народився».

У 1964 році повернувся з Європи в США, знову отримав широку популярність, брав участь в різних джазових фестивалях (в Ньюпорті, Монтерєє та ін.) У різний час з Бейкером грали музиканти з Франції, Бельгії, Голландії, ФРН, Данії (у тому числі Нільс-Хеннінг Ерстед-Педерсен, Вольфганг Лаккершмід та ін.), серед його американських партнерів — піаністи Дюк Джордан, Ел Хейг, Пол Блей і Дік Туордзік, саксофоністи Стен Гетц, Лі Коніц, Арт Пеппер і Пол Дезмонд, гітарист Джим Холл, басисти Джиммі Бонд, Чарлі Хейден і Рон Картер, барабанщики Пітер Літмен і «Бівер» Харріс.

## Записи
Зі своїми ансамблями (з 1953 року) і біг-бендом (1956), з Чарлі Паркером, Джері Маллігеном (1952–1953, 1957–1958), Стеном Гетцем, Полом Дезмондом, Артом Пеппером, Елом Хейгом, Дюк Джорданом, Полом Блеєм , Джимом Холом, Роном Картером, Чарлі Хейденом, європейськими музикантами (1959); Елвісом Костелло (виконавцем рок-н-ролів), зі струнними, з біг-бендом «Чаббі» Джексона; на деяких пластинках записаний і як трубач, і як вокаліст.

## Смерть

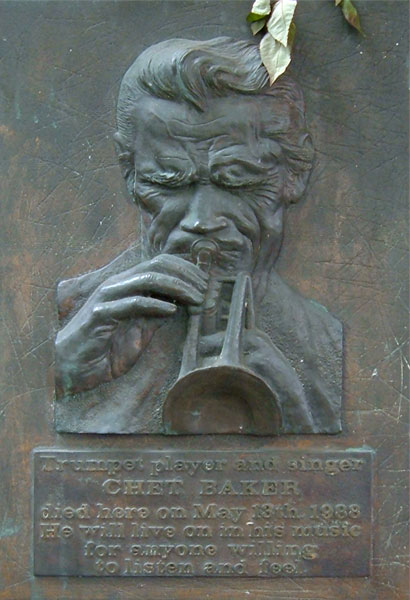
Меморіальна дошка на стіні готелю «Prins Hendrik Hotel», Амстердам

Чет Бейкер був знайдений мертвим приблизно о 3 годині ночі 13 травня 1988 року в Prins Hendrikkade (в районі Zeedijk) на вулиці під вікнами свого номера на другому поверсі готелю «Prins Hendrik Hotel» в Амстердамі (Голландія) з серйозними пораненнями голови. У номері був виявлений героїн і кокаїн, розтин також показав наявність цих наркотиків в його крові. Оскільки не було виявлено ознак боротьби, його смерть була розцінена як нещасний випадок.
Тіло Бейкера було відправлено додому для поховання на кладовищі Інглвуд-Парку в Інглвуді (Каліфорнія). На готелі було встановлено меморіальну дошку.

## Дискографія
- INGLEWOOD JAM (1952) by Charlie Parker/Chet Baker
- Line for Lyons / Carioca (1952) by Gerry Mulligan
- My Funny Valentine / Bark for Barksdale (1952)
- HAIG '53 — THE OTHER PIANOLESS QUARTET (1953) by Chet Baker/Stan Getz
- Maid in Mexico (1953)
- GERRY MULLIGAN QUARTET/CHUBBY JACKSON BIG BAND (1953) by Gerry Mulligan / Chubby Jackson
- WITCH DOCTOR (1953) by Chet Baker/Lighthouse All-Star
- BOSTON (1954) (Trumpet, Vocals)
- Chet Baker Sings (1954)
- CHET IN PARIS. Vol. 1 (1955)
- CHET IN PARIS. Vol. 2 — EVERYTHING HAPPENS TO ME (1955)
- CHET IN PARIS. Vol. 3 — CHERYL
- CHET IN PARIS. Vol. 4 — ALTERNATE TAKES
- IN EUROPE, 1955 (1955)
- CHET BAKER AND CREW (1956) (Trumpet, Vocals)
- CHET BAKER BIG BAND (1956)
- Quartet: Russ Freeman, Chet Baker (1956)
- ROUTE (1956) by Chet Baker/Art Pepper
- REUNION (1957) by Gerry Mulligan/Chet Baker
- Chet Baker in New York (1958)
- IN NEW YORK (1958)
- SINGS IT COULD HAPPEN TO YOU (1958) (Trumpet, Vocals)
- STAN MEETS CHET (1958) by Stan Getz/Chet Baker
- CHET (1959)
- CHET BAKER INTRODUCES JOHNNY PACE (1959)
- IN MILAN (1959)
- PLAYS THE BEST OF LERNER AND LOEWE (1959)
- ITALIAN SESSIONS (1962)
- STELLA BY STARLIGHT (WEST WIND) (1964)
- Comin' on with the Chet Baker Quintet (1965)
- Cool Burnin' (1965)
- CARNEGIE HALL CONCERT (1974) by Chet Baker / Gerry Mulligan
- CARNEGIE HILL CONCERT (GOLD DISC) (1974) by Chet Baker/Gerry Mulligan
- SHE WAS TOO GOOD TO ME (1974)
- CONCIERTO (1975) by Jim Hall
- LIVE IN PARIS 1960-63/LIVE IN NICE 1975
- LIVE IN CHATEAUVALLON (1978)
- JUST FRIENDS (1979)
- TOUCH OF YOUR LIPS (1979)
- Somedav mv Prince Will Come (1979)
- CHET BAKER AND THE BOTO BRASILIAN QUARTET (1980)
- IN PARIS: TUNE UP (1980) (Trumpet, Vocals)
- PATRAO (1980) by Ron Carter
- Chet Baker Live: 'Round Midnight (1981)
- IN CONCERT (1982) by Chet Baker/Lee Konitz
- OUT OF NOWHERE (1982)
- PEACE (1982)
- PUNCH THE CLOCK (1983) by Elvis Costello AND The Attractions
- Blues for a Reason (1984)
- BEST OF ELVIS COSTELLO AND THE ATTRACTIONS (1985) by Elvis Costello
- Chet Baker Trio (1985)
- BIRD YOU NEVER HEARD (1988) by Charlie Parker
- LITTLE GIRL BLUE (1988) by Chet Baker/Space Jazz Trio
- MY FAVORITE SONGS: THE LAST CONCERT. Vol. 1 (1988) (Trumpet, Vocals)
- LET’S GET LOST: THE BEST OF CHET BAKER SINGS (1989) (Trumpet, Vocals)
- SILENCE (1989) by Charlie Haden
- BIRTH OF THE COOL. Vol. 2 (1992) by Various Artists
- NEWPORT YEARS. Vol.1 (1992) by Chet Baker Quartet
- PLAYS AND SINGS THE GREAT BALLADS (1992)
- YOUKALI (1992) by Jim Hall
- UNUSUAL CHET — NAIMA. Vol.1 (1992)
- CHRISTMAS SONGS (1993) by Various Artists
- MY FUNNY VALENTINE: CHET BAKER PLAYS AND SINGS FOR LOVERS (1994) (Trumpet, Vocals)
- PACIFIC JAZZ YEARS (BOX) (1994) (Drums, Trumpet, Vocals)
- VERVE JAZZ MASTERS 32 (1994) (Trumpet, Vocals)
- EMBRACEABLE YOU (1995) (Trumpet, Vocals)